# 1377

## Esdeveniments
- 14 de gener - Gregori XI restableix Roma com a seu papal.
- 30 de juny - S'inicia la construcció de la catedral d'Ulm
- 11 d'octubre - Pere el Cerimoniós es casà de nou a Barcelona amb qui seria la seva quarta dona, Sibil·la de Fortià.
- A Corea s'imprimeix el Jikji amb tipus mòbils[1]